# Anschlagsversuch am 20. Juni 2017 in Brüssel

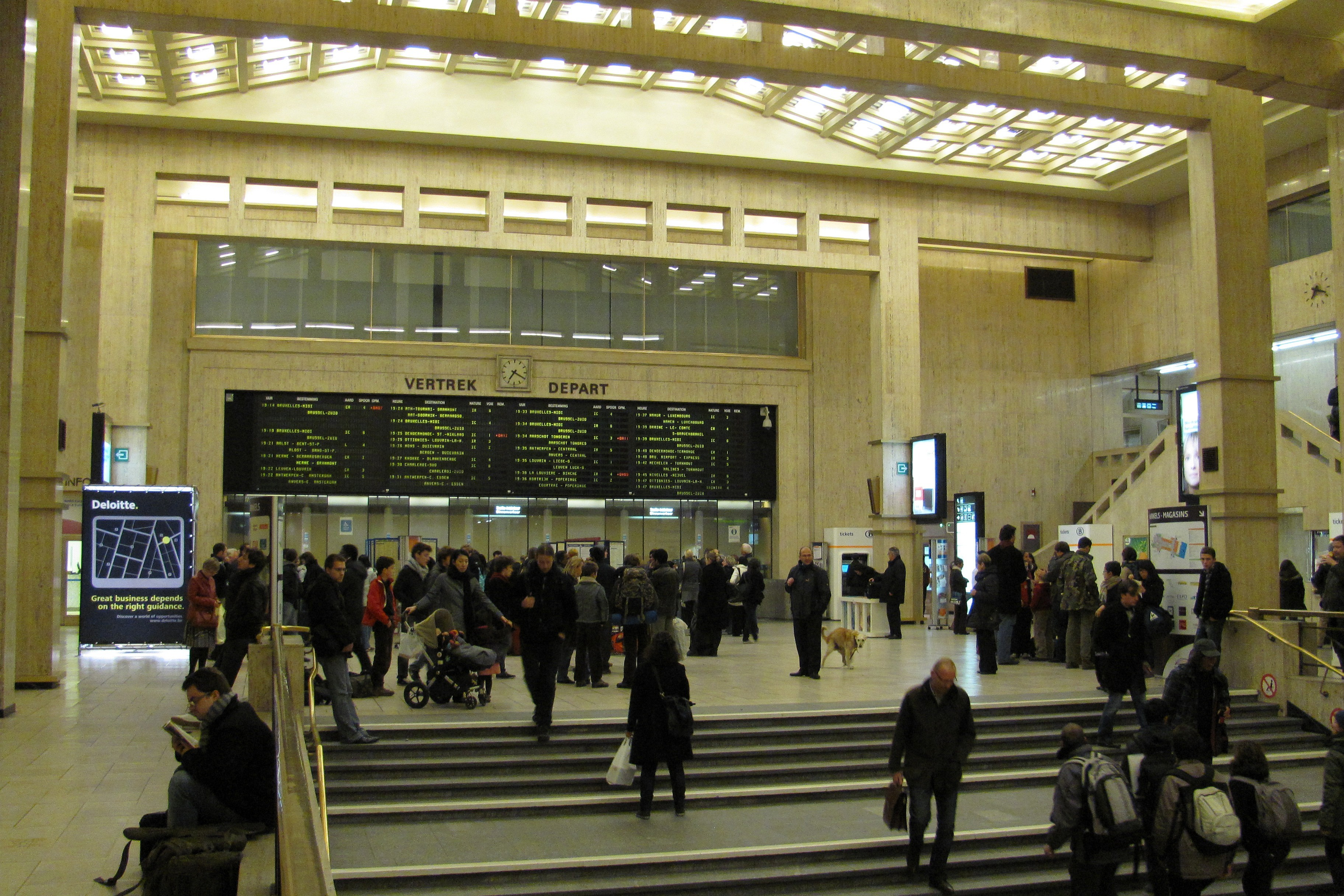
Bahnhof Bruxelles-Central/Brussel-Centraal

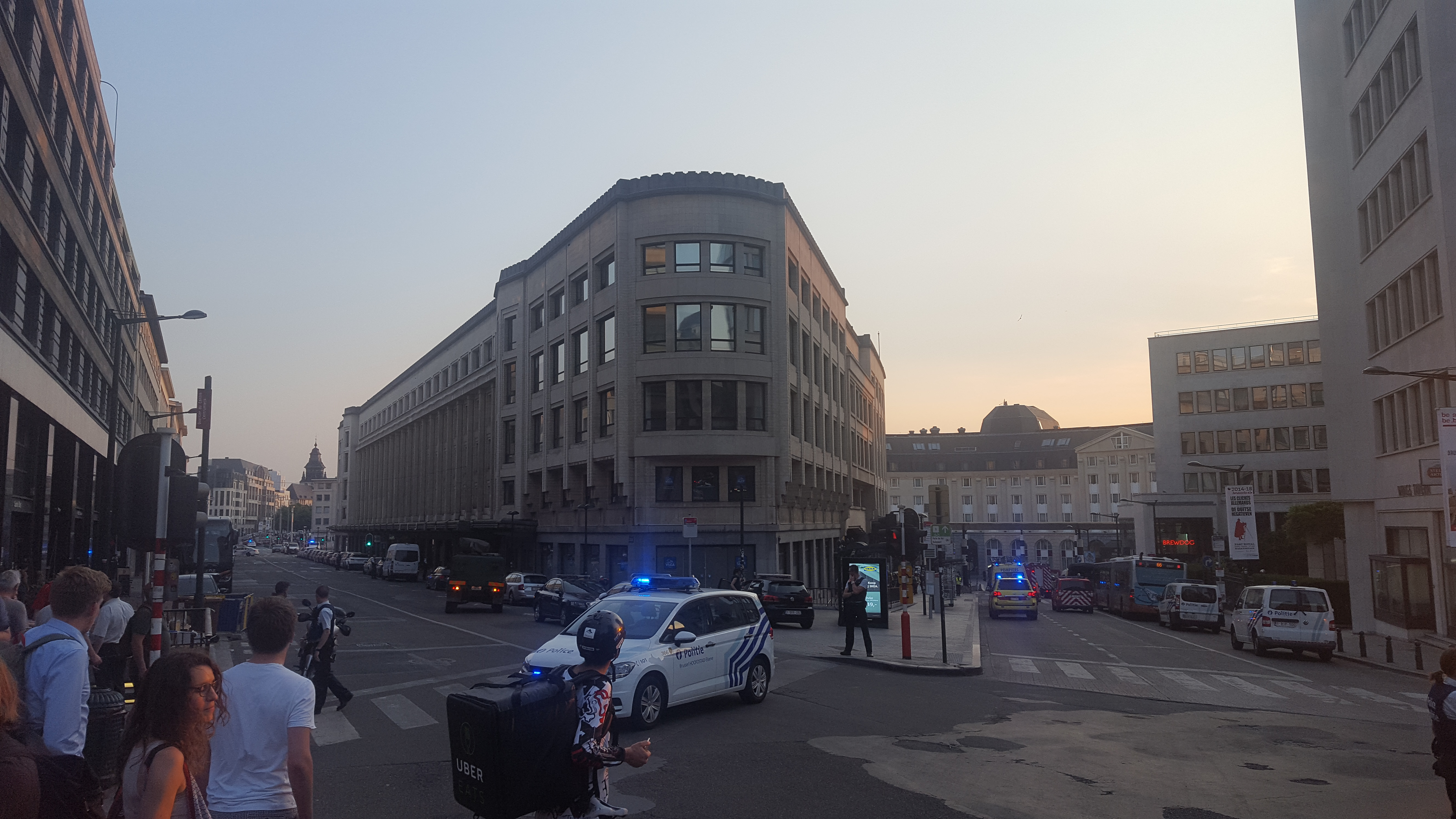

Beim Anschlagsversuch am 20. Juni 2017 in Brüssel versuchte ein 36-jähriger Marokkaner, der im Brüsseler Problemviertel Molenbeek wohnte, einen Anschlag im Brüsseler Hauptbahnhof mit einer Bombe zu verüben. Er löste eine kleine Explosion mit einer mit Nägeln und Gasflaschen gefüllten Kofferbombe aus, die niemanden verletzte. Anschließend rannte er mit den Worten „Allahu akbar“ (arabisch für „Gott ist groß“) auf einen belgischen Soldaten zu, der ihn mit mehreren Schüssen aufhielt. Der Tatverdächtige starb an seinen Schussverletzungen.
Abgesehen von dem Verdächtigen gab es keine weiteren Toten oder Verletzten. Die belgische Staatsanwaltschaft stufte den versuchten Anschlag als „terroristischen Angriff“ ein.

## Täter
Oussama Zariouh (* 12. Januar 1981 in Nador, Marokko) hatte an der Mohamed I University in Oujda  studiert und dort 2002 graduiert. 2002 emigrierte er nach Belgien. Zunächst wohnte er in Alost, wechselte danach einige Male den Wohnort, bevor er sich 2013 im Brüsseler Stadtviertel Molenbeek-Saint-Jean/Sint-Jans-Molenbeek niederließ. Im Jahre 2004 heiratete er. 2007 wurde die Ehe wieder geschieden. Er arbeitete als Einrichter (Fitter) in einem Telefongeschäft in Molenbeek. Laut seinen Nachbarn reparierte er nebenberuflich Fernsehgeräte. Zur Zeit des Anschlags war er allerdings arbeitslos.
2016 war er wegen eines Drogendelikts in den Fokus der Behörden geraten, jedoch nicht wegen extremistischer (islamistischer) Verbindungen oder Aktivitäten und stand nicht in der Liste möglicher Gefährder. Laut Erklärungen seines Vaters und seiner Schwester plante Oussama Zariouh keinen Anschlag, sondern beabsichtigte, im Sommer nach Marokko zu reisen und hatte vor, ein Taxi zu kaufen und Taxifahrer zu werden. Nach seiner seit Mai 2016 nicht mehr aktualisierten Facebook-Seite ergibt sich ein differenzierteres Bild: Einerseits postete er eine Serie harmloser Selfies, die ihn allein am Steuer eines Fahrzeugs abbilden, zeigte Interesse an wohltätigen islamischen Organisationen und ein Faible für arabische Musiker und die kanadische Sängerin Celine Dion.
Auf der anderen Seite enthält sein Facebookauftritt auch shared posts getöteter Muslime aus Syrien, Palästina und Myanmar. Außerdem schien er Anhänger wahhabitischer Prediger und saudi-arabischer Scheichs wie Mohamad al-Arefe oder Aid al-Qarni gewesen zu sein, die beide in zahlreichen Staaten als Personae non gratae gelten. Ersterer hatte u. a. zum Dschihad in Syrien aufgerufen. Unter den Personen, die er zu bevorzugen schien, findet sich auch Omar al-Haddouchi, einer der führenden Salafistenprediger in Marokko, der für die Rolle, die er beim Attentat am 16. Mai 2003 in Casablanca gespielt hatte, zu 30 Jahren Gefängnis verurteilt wurde.